# Lorinser
Sportservice Lorinser  — німецька тюнінгова компанія, один з провідних світових тюнерів в області стайлінгу автомобілів Mercedes-Benz.

## Історія

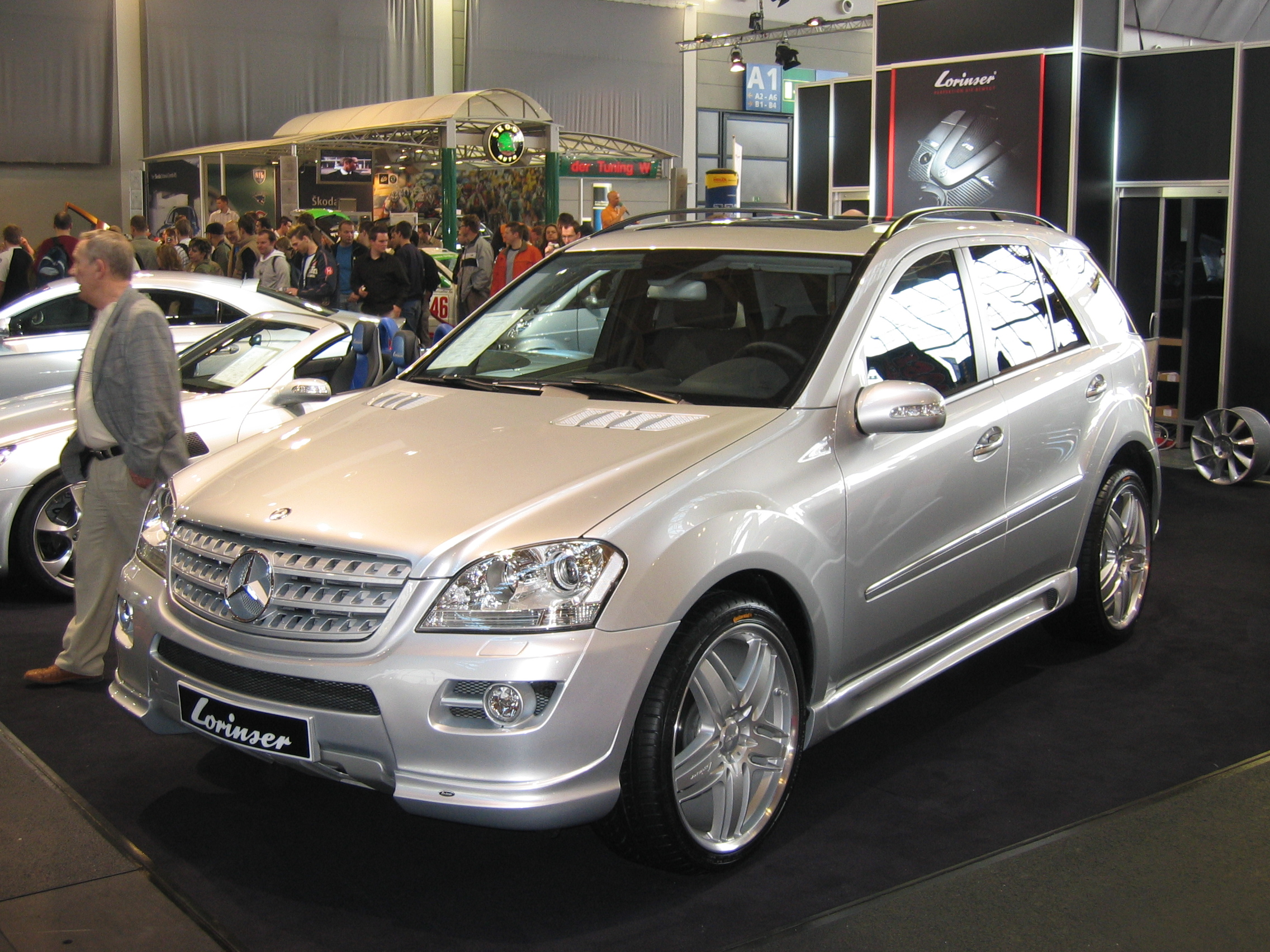
Mercedes-Benz ML-Клас від Lorinser

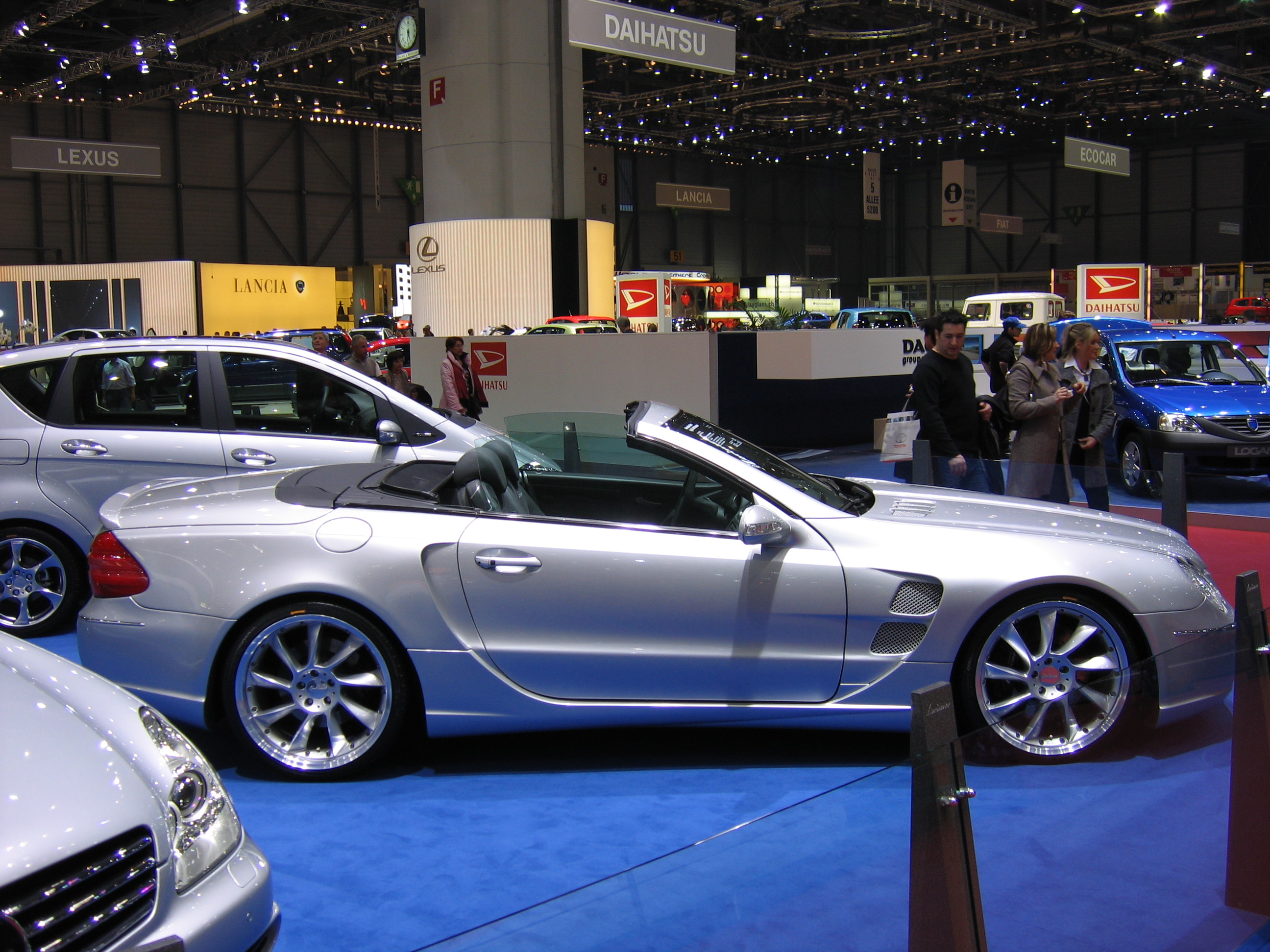
Mercedes-Benz SL-Клас від Lorinser

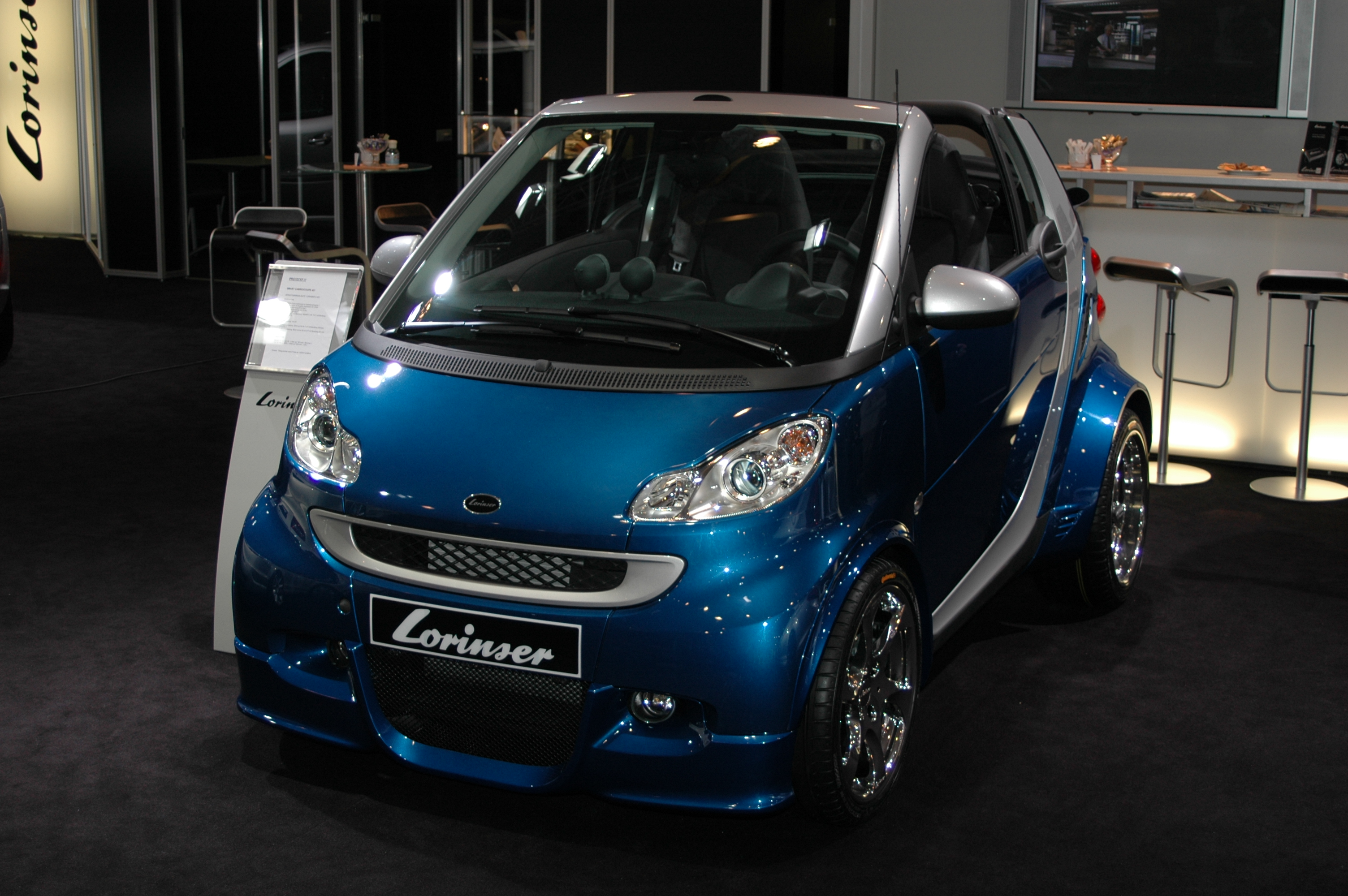
Smart від Lorinser

1 березня 1930 року автослюсар Ервін Лорінсер відкрив у Вайблінгені незалежну автомайстерню. Про неї швидко поширилася добра слава. Своїм ентузіазмом і готовністю до ризику Лорінсер незабаром привернув увагу існуючої тоді компанії Даймлер-Бенц АГ.
Як офіційний "агент з перепродажу легкових і вантажних автомобілів" він став виконувати обслуговування в майстерні і взяв на себе відповідальність за сервіс. У 1974 році Ервін Лорінсер передав постійно зростаюче підприємство своєму синові Манфреду і призначив керуючим. У новоствореній філії у Віннендені в 1976 році, поряд із продажем легкових і вантажних автомобілів, було відкрито підрозділ Sportservice Lorinser - сьогодні всесвітньо відоме і активно працююче по всьому світу підприємство з тюнінгу.
Sportservice Lorinser має більш ніж 30-річний досвід модифікації автомобілів марки Мерседес-Бенц. Фірма Sportservice розвинулася з мануфактури з виробництва двигунів. Ця промислова галузь стрімко розвивалася і в середині 70-х років автомобілі стали виділятися індивідульних навісними деталями, конструкція яких вже тоді була перспективною. У 1981 році Sportservice Lorinser внесена в торговий реєстр як самостійна фірма.
Компанія Sportservice Lorinser має сьогодні торгових представників у 42 країнах світу.
З 2006 року підприємство очолює Маркус Лорінсер і продовжує справу групи Lorinser у другому поколінні.

## З Віннендена у світ
Маючи торгові представництва в 42 країнах світу, група Лорінсер стала однією з найвідоміших марок в області модифікації автомобілів. Найважливіші ринки збуту - це Європа, США, Японія і Китай.